# 41. pehotni polk (Avstro-Ogrska)
41. pehotni polk (izvirno nemško Infanterie-Regiment Nr. 41) je bil pehotni polk k.u.k. Heera.

## Poimenovanje
- Bukowinisches Infanterie Regiment »Erzherzog Eugen« Nr. 41/Bukovinski pehotni polk »Nadvojvoda Evgen« št. 41
- Infanterie Regiment Nr. 41 (1915–1918)

## Zgodovina
Polk je bil ustanovljen leta 1701. 

### Prva svetovna vojna
Polkovna narodnostna sestava leta 1914 je bila sledeča: 54% Romunov, 27% Rutencev, 15% Poljakov in 4% drugih. Naborni okraj polka je bil v Črnovicah (Czernowitz), pri čemer so bile polkovne enote garnizirane tudi v tem mestu.
Med prvo svetovno vojno se je polk bojeval tudi na soški fronti. Med deseto soško ofenzivo je polk zajel položaje na grebenu Vodice–Sveta Gora.
V sklopu t. i. Conradovih reform leta 1918 (od junija naprej) je bilo znižano število polkovnih bataljonov na 3.

## Organizacija
1918 (po reformi)
- 1. bataljon
- 2. bataljon
- 3. bataljon

## Poveljniki polka
- 1859: Georg Ferdinand[9]
- 1865: Georg Ferdinand[10]
- 1879: Joseph Lipowsky von Lipowitz[11]
- 1908: Rudolf Schmidt[12]
- 1914: Eberhard Mayerhoffer von Vedropolje[1]